# LINEAR 17
217P/LINEAR eller LINEAR 17 är en periodisk komet som upptäcktes den 11 juli 2001 av Lincoln Near-Earth Asteroid Research i Socorro, New Mexico.
Kometen rapporterades upptäckt den 11 juli, men man hittade i efterhand bilder av kometen från den 21 juni. Den var som ljusast under perioden november 2001 till januari 2002. Den observerades sista gången den 6 april senare samma år.
Under besvärliga förhållanden återfanns kometen den 17 mars 2009. Den beräknas bli som ljusast (magnitud 11) i samband med perihelium i oktober/november 2009. Den är alltför ljussvag för att kunna observeras utan teleskop.